# پرچم سان مارینو

پرچم رسمی سن مارینو

پرچم سان مارینو پرچم قدیمی کشور سن مارینو که از سال ۱۷۹۷ تاکنون به عنوان پرچم رسمی این کشور استفاده می‌شود. در مرکز این پرچم نماد ملی و استقلال این کشور و برج‌های سه قلوی سن مارینو قرار دارند. این پرچم دارای دو نوار افقی آبی و سفید است.
تغییراتی جزئی از سال ۲۰۱۱ در پرچم سن مارینو اعمال شد. گرچه پرچم جدید توسط نهادهای حکومتی مورد استفاده قرار می‌گیرد ولی قوهٔ مقننهٔ سن مارینو آن را هیچگاه تصویب نکرده‌است. این تغییرات مرتبط با اندازه، شکل و رنگ‌آمیزی نشان میانهٔ پرچم هستند.

## نگارخانه

پرچم سن مارینو پیش از ۱۴۶۵ میلادی
پرچمی که از ۱۸۶۲ تا ۲۰۱۱ استفاده می‌شد.